# Chersotis dissoluta
Chersotis dissoluta là một loài bướm đêm trong họ Noctuidae.